# Чорний переділ
Чорний переділ — таємна революційна організація «народників»-терористів, що виникла в серпні 1879 року внаслідок розколу «Землі і Волі». Керівним центром був Виконавчий комітет у Петербурзі, до складу якого входили А. Желябов, О. Михайлов, Микола Морозов, Софія Перовська, В. Фігнер, М. Фроленко та ін.
В Україні місцеві групи діяли в Одесі, Києві, Харкові, Миколаєві, Ніжині та ряді інших міст. Загальна кількість членів організації налічувала в 1881 близько 500 осіб.

## Програма
Програмні та статутні основи були викладені в документах, зокрема це «Програма Виконавчого комітету», «Підготовча робота партії», "Програма робочих членів партії «Народна Воля».
Народовольці оголосили себе соціалістами і народниками. Вони проголошували право народу на землю, виступали за розвиток общинних основ і місцевого самоуправління. Своїми найближчими цілями вважали підготовку політичного перевороту, повалення самодержавства і перехід влади до народу. Народовладдя мали проголосити Установчі збори, соціалістичні за складом. Більшість народовольців не визнавали прав національних меншин в Російській імперії. Але деякі з маніфестів і декларацій були підготовані українською мовою. Серед провідних членів організації були українці, зокрема, Андрій Желябов, Микола Кибальчич та ін.
Практична діяльність партії поділялась на пропагандистську і руйнівну. Вся пропаганда підпорядковувалась популяризації серед населення ідеї «демократичного політичного перевороту як засобу соціальної реформи». Програма руйнівної діяльності зводилась до індивідуального терору, в якому народовольці вбачали головний метод боротьби з урядом.

## Діяльність
Всі зусилля організація спрямовувала на підготовку вбивства царя, з успішним здійсненням якого вона пов'язувала надії на захоплення влади. В 1880-81 роках народовольці здійснили кілька невдалих замахів на Олександра II. У 1881 керовані С. Перовською терористи вбили Олександра II. Однак очікуваного революційного виступу в країні не сталося. Виконавчий комітет звернувся до нового царя з листом, в якому вимагав скликання «представників від усього російського народу для перегляду існуючих форм державного і суспільного життя». Народовольці висунули умови, на яких організація погоджувалась припинити терор: амністія за політичні злочини, загальне виборче право, свобода слова, преси, зібрань. Уряд відповів репресіями. Організатори і виконавці замаху були заарештовані та страчені. Намагання Г. Лопатіна і В. Фігнер відновити організацію 1883 р. успіху не мали. Не дало результату й об'єднання окремих народовольських гуртків на з'їзді 1885 у Катеринославі.
Після невдалої спроби групи Олександра Ульянова організувати вбивство Олександра III 1 березня 1887 року діяльність терористичних організацій припиняється.

## Відносини з Україною
Представники українського народницького руху в основному не підтримували цю організацію, хоча на початку 1880-х рр. Володимир Мальований, Михайло Коцюбинський і Іван Карпенко-Карий встановили контакти з народовольцями і допомагали їм. Михайло Драгоманов написав декілька статей, в яких критикував народовольців за використання в політичній боротьбі методів терору.
В середині 1880 року з організації «Чорний переділ» вийшли Єлизавета Ковальська і Микола Щедрин. Разом з Іваном Присецьким, котрий приєднався до них дещо пізніше, вони утворили народницьку ліворадикальну організацію «Південноросійський робітничий союз». За спогадами Ковальської, більшість організації становили українці. Організація мала репутацію українофільської, хоча не ставила за мету українську державність чи відновлення української автономії в складі Російської імперії. Після арешту керівництва «Південноросійського робітничого союзу» однією з його очільниць стала сестра Івана Присецького — Софія Присецька (у шлюбі Богомолець).